# الكسك
الكسك هي قرية صغيرة تقع في منطقة الجزيرة قرب تلعفر.
ظهر اسم البلدة في إحصاء عام 1957 م وكان عدد سكنها في تلك العام 90 نسمة. للقرية مسجد جامع بني في أوائل التسعينيات وتقام فيه الصلاة.
من القرى القريبة من الكسك قرية «أبو ماريا» وقرية «دبونه» وقرية العاشق.